# Düzce

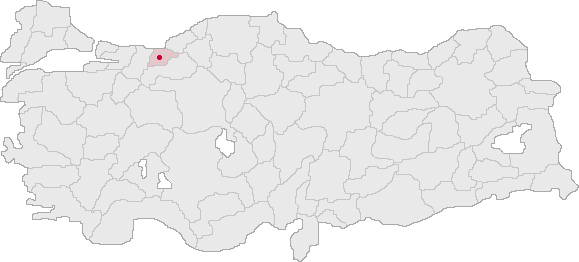
Położenie prowincji Düzce

Düzce – miasto w północno-zachodniej Turcji, centrum administracyjne prowincji o tej samej nazwie.
Według danych na rok 2000 miasto zamieszkiwało 56 649 osób, a według danych na rok 2004 całą prowincję ok. 327 000 osób. Gęstość zaludnienia w prowincji wynosiła ok. 322 osób na km².
W mieście Düzce znajduje się fabryka broni strzeleckiej należąca do firmy Sarsilmaz.